# Royal Society for the Conservation of Nature

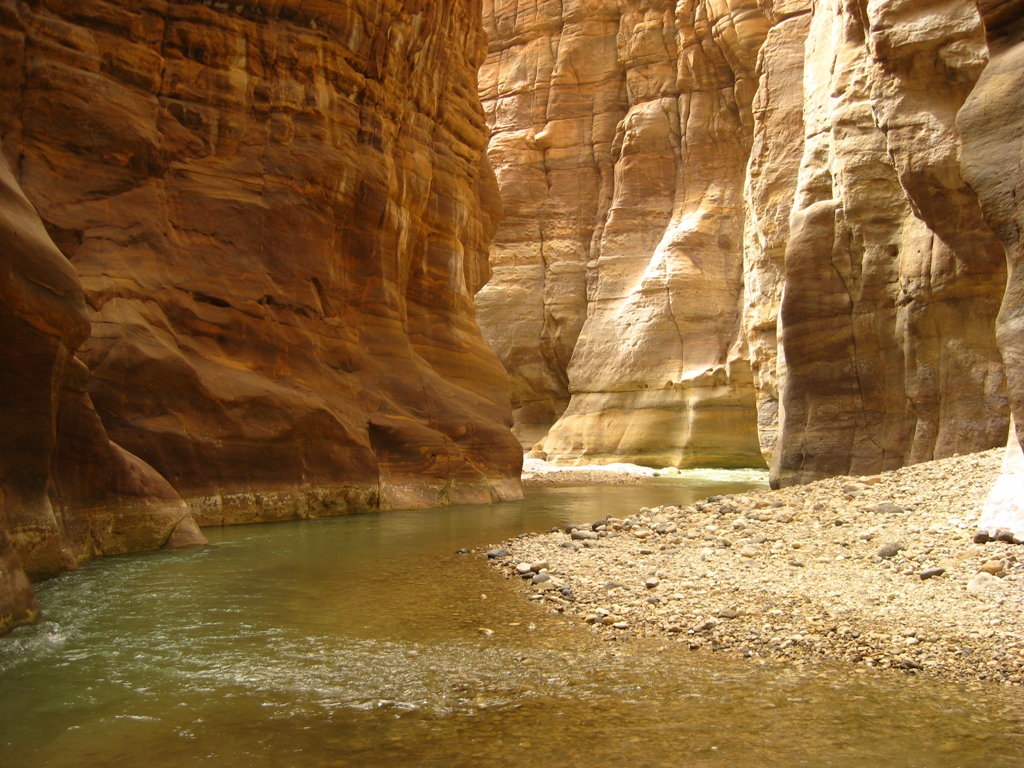
Mudschib-Naturreservat, Jordanien

The Royal Society for The Conservation of Nature (RSCN; arabisch الجمعية الملكية لحماية الطبيعة, DMG al-ǧamʿiyya al-malakiyya li-ḥimāyat aṭ-ṭabīʿa; zu Deutsch „Königliche Gesellschaft zur Erhaltung der Natur“) wurde 1966 unter der Schirmherrschaft von König Hussein bin Talal (1935–1999) gegründet und ist eine unabhängige gemeinnützige Organisation, die sich dem Naturschutz Jordaniens widmet. Ihr wurde von der jordanischen Regierung die Verantwortung übertragen, die natürlichen Ressourcen des Königreichs, seine Tier- und Pflanzenwelt sowie naturbelassenen Orte zu schützen und zu verwalten. Damit ist RSCN eine der wenigen gemeinnützigen Organisationen im Mittleren Osten, der ein solch öffentlich-rechtlicher Auftrag erteilt wird.

## Mission
Gemäß ihrem Slogan „helping nature … helping people“ widmet sich RSCN folgenden Hauptaufgaben:
- Aufbau von Naturschutzgebieten, um Jordaniens natürliche Lebenswelt und Artenvielfalt zu schützen
- Zucht gefährdeter Tierarten, um diese vor der Ausrottung zu schützen
- Forschungsarbeit, um eine wissenschaftliche Grundlage zur Förderung von Erhaltungsmaßnahmen bereitzustellen
- Durchsetzung von Gesetzen zum Naturschutz und zur Kontrolle illegalen Jagens
- Steigerung des Umweltbewusstseins durch Bildungsprogramme, vornehmlich an Schulen
- Sicherung der sozioökonomischen Entwicklung ländlicher Siedlungen durch die Schaffung von Arbeitsmöglichkeiten, z. B. durch Ökotourismus
- Förderung einer nachhaltigen Nutzung natürlicher Ressourcen
- Förderung der öffentlichen Teilnahme an den RSCN-Aktivitäten durch Mitgliedschaften und Kampagnen[1]

## Gründung von Naturschutzgebieten in Jordanien
Als eine der wichtigsten Aufgaben der RSCN hat die Organisation bisher acht Naturschutzreservate in Jordanien gegründet:
| Reservat                        | Gründungsjahr |
| ------------------------------- | ------------- |
| Shaumari Wildlife Naturreservat | 1975          |
| Azraq Wetland Naturreservat     | 1978          |
| Biosphärenreservat Mudschib     | 1987          |
| Ajloun Forest Naturreservat     | 1987          |
| Biosphärenreservat Dana         | 1989          |
| Dibeen Forest Naturreservat     | 2004          |
| Yarmouk Nature Naturreservat    | 2010          |
| Fifa Nature Naturreservat       | 2011          |

Daneben beteiligt sich die Organisation auch an der Verwaltung des Naturschutzgebietes Wadi Rum. Im Auftrag der Aqaba Special Economic Zone Authority (ASEZA) erstellt RSCN unter anderem Pläne für die Erhaltung sowie Besucherregulierung der Wüstenlandschaft, deren natürliche Ressourcen aufgrund ihrer wachsenden Rolle als Touristenattraktion zunehmend zerstört werden.

## Wild Jordan

### Tätigkeitsbereiche
Wild Jordan ist ein Geschäftsbereich der RSCN, der für die Entwicklung sozioökonomischer Projekte in Jordanien zuständig ist. Besonderes Augenmerk liegt in diesem Zusammenhang auf der Entwicklung von Ökotourismusprogrammen innerhalb und um die geschaffenen Naturschutzgebiete herum. Daher wurden im Jahr 2013 beispielsweise zum ersten Mal zertifizierte Reiseleiter im Naturschutzbereich ausgebildet. Auch das Dorf Dana in der Nähe des gleichnamigen Naturreservats wurde im Rahmen der Ökotourismusprogramme für sozioökonomische Zwecke im Auftrag von RSCN rekonstruiert.
Wild Jordan verkauft zudem handwerklich gefertigte Arbeiten, wie zum Beispiel Schmuck, und biologisch angebaute Lebensmittel. So sollen Arbeitsplätze geschaffen werden, die zum Schutz der jordanischen Flora und Fauna beitragen und gleichzeitig die Lebensverhältnisse ländlicher Gemeinschaften in Jordanien verbessern.

Neben Einnahmen von Wild Jordan werden die Projekte der RSCN durch staatliche und institutionelle Fördermittel, Projektpartner, Privatpersonen sowie mit Hilfe der Kooperationspartner BirdLife International und International Fund for Animal Welfare (IFAW) finanziert.

### Feynan Ecolodge

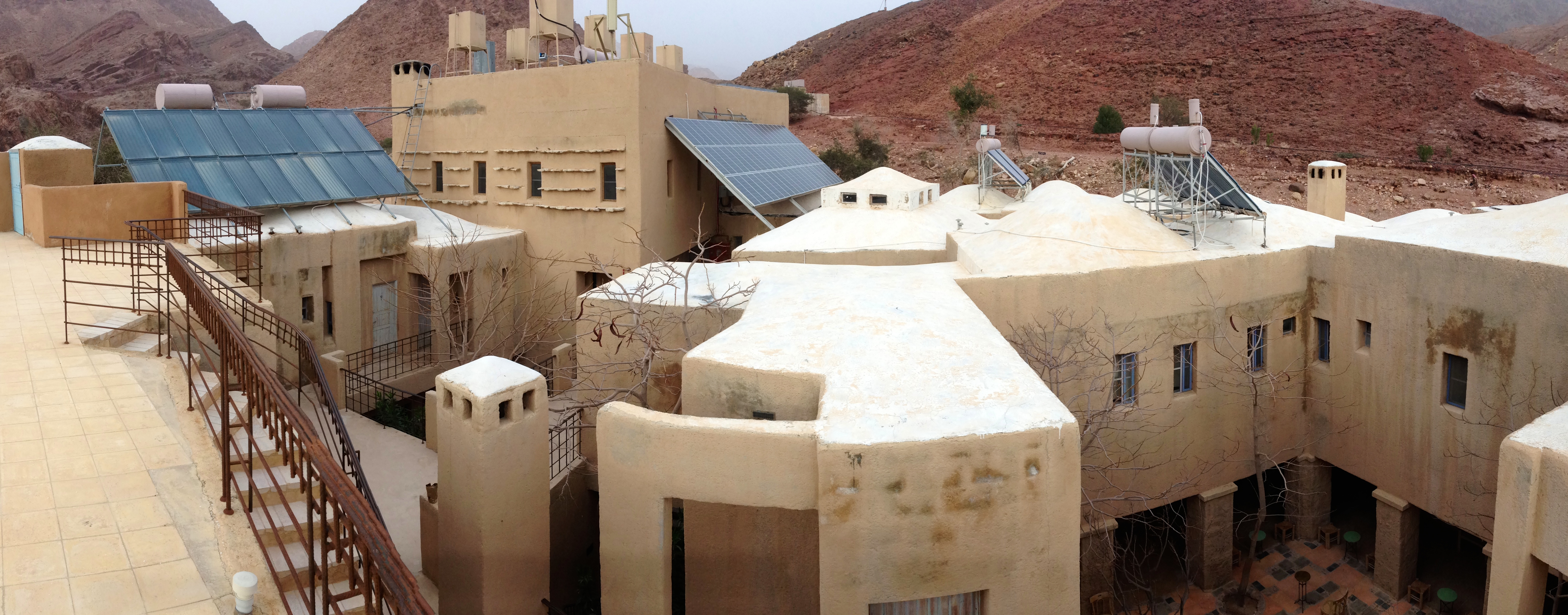
Feynan Ecolodge im Dana Biosphere Reserve, Jordanien / © jcookfisher

Die Feynan Ecolodge im Biosphärenreservat Dana ist eines der Gästehäuser, die Wild Jordan im Zusammenhang der Ökotourismusprogramme bereitstellt. Die solarbetriebene Unterkunft wurde 2005 im Auftrag von RSCN von dem Architekten Ammar Khammash konstruiert und wird seit 2009 von EcoHotels verwaltet. Sie soll lokalen Beduinen eine nachhaltige Alternative zum Kupferbergbau bieten und Reisende ein Stück jordanische Naturlandschaft erleben lassen. Im Jahr 2009 wurde das Gästehaus vom Magazin National Geographic Adventure in die Liste der 50 besten Ökounterkünfte weltweit aufgenommen. Im Jahr 2013 schaffte es Feynan Ecolodge sogar unter die Top 25.

## Aktuelle Projekte
- Nachhaltige Bewirtschaftung und Erhaltung von Wasserressourcen im Mujib Naturreservat: Ziel des Projekts sind dauerhafte Einsparungen des natürlichen Wassersystems in Wadi Mujib auf lokaler Ebene. Gleichzeitig soll das Modell als Vorbild für den Einsatz in anderen Gebieten Jordaniens sowie im Mittleren Osten dienen. Finanziert wird das Projekt mit Hilfe der Canadian International Development Agency (CIDA) und Wetlands International.
- Nachhaltiges Landmanagement im Jordangraben durch kleinräumige, gezielte Eingriffe in die derzeitige Landnutzung sowie durch die Entwicklung eines Netzwerks von Naturschutzgebieten entlang des Tals: Die durch das Tal bereitgestellte Landesbrücke zwischen Afrika, Europa und Asien bietet ökologisch vielseitige Lebensräume und beheimatet jedes Jahr Millionen von Vögeln der besagten Kontinente. Mit seinen natürlichen Ressourcen, darunter der Jordan, das Tote Meer und der Golf von Akaba, umfasst das Tal die produktivsten landwirtschaftlichen Ressourcen in Jordanien und ist daher zu einem zentralen Punkt sowohl für die infrastrukturelle und touristische Entwicklung als auch für Erhaltungsmaßnahmen geworden. Finanziert wird das Projekt durch die Globale Umweltfazilität vermittels der Weltbank.
- Regionales Training und Fortbildungsprogramme: Die jährlichen Trainings-Programme arbeiten direkt mit einer Gruppe regionaler Partnerorganisationen und basieren auf dem angesammelten Wissen der RSCN im Bereich des Managements natürlicher Ressourcen und nachhaltiger Erhaltungsmaßnahmen. Finanziert wird das fortlaufende Projekt durch die Hanns-Seidel-Stiftung.
- Erhaltung der Biodiversität durch Ökotourismus in der Region Maschrek: Durch die Förderung von Ökotourismus trägt das Projekt zur Erhaltung von Gebieten im Mittleren Osten sowie Nordafrika bei, die durch eine hohe Biodiversität gekennzeichnet sind. Hierfür entwickelte RSCN unter anderem zwei Pilotprojekte am Al Jaboul Lake in Nordsyrien sowie der Bekaa-Ebene im Libanon. Finanziert wird das Projekt durch die schweizerische Direktion für Entwicklung und Zusammenarbeit (DEZA).
- Pilotprogramm für nachhaltiges Ressourcenmanagement in der Region Ajloun Forest: Durch das Touristikangebot von RSCN beziehungsweise Wild Jordan im Naturreservat Ajloun Forest Naturreservat können alternative Optionen zur Abholzung entwickelt werden, die den Lebensunterhalt der Ansässigen rund um das Reservat sichern. Zudem strebt das Projekt an, solch alternative Optionen auf lange Sicht in die staatlichen Landnutzungsstrategien einzubinden. Finanziert wird das Projekt durch die Europäische Kommission vermittels der Hanns-Seidel-Stiftung.[17]